# Big Brother 2007

Big Brother 2007 est une émission de télévision anglaise de télé réalité diffusée sur Channel 4 depuis le 30 mai 2007 et présentée par Davina McCall. Le vainqueur était Brian Belo.
Ce fut la huitième saison de Big Brother.

## Principe
Les candidats sont coupés du monde pendant 13 de semaines dans une maison appelée la « Big Brother House ». Le domaine comprend jardin avec piscine, salon, salle de bain avec douche collective, chambre et une salle confessionnal appelée la « Diary Room » ou on peut parler avec « Big Brother ». Toutes les pièces sont équipées de caméras vidéo. La voix de « Big Brother » peut parler à tout moment aux candidats.

## Candidats
Voici la liste des candidats de Big Brother :
- Amanda (19 ans)
- Amy (21 ans)
- Billi (25 ans)
- Brian (20 ans)
- Carole (53 ans)
- Chanelle (19 ans)
- Charley (22 ans)
- David (25 ans)
- Emily (19 ans)
- Gerry (31 ans)
- Jonathan (49 ans)
- Jonty (36 ans)
- Kara-Louise (22 ans)
- Laura (23 ans)
- Lesley (60 ans)
- Liam (23 ans)
- Nicky (28 ans)
- Sam (19 ans)
- Seány (25 ans)
- Shabnam (22 ans)
- Shanessa (27 ans)
- Thaila (26 ans)
- Tracey (37 ans)
- Ziggy (26 ans)

## Nominations et Départs
La règle des nominations est la suivante : chaque semaine, tour à tour, les candidats se rendent au « Diary Room » pour désigner les deux personnes qu'ils souhaitent éliminer.
Notes pour comprendre le tableau qui suit:
- Première semaine : Emily devait partir la maison, parce qu’elle avait été violente envers certains candidats. Les nominations ont donc été annulées[3].
- Deuxième semaine : Gerry et Séany font leur entrée dans la maison, donc ils doivent choisir deux autres candidats (Amanda et Sam). Elles, Gerry et Séany peuvent nommer.
- Quatrième semaine : Nicky et Charley étaient violents, donc « Big Brother » a annulé leur choix de nominations[4].
- Sixième semaine : Charley, éliminée, a réintégré la maison quelques jours[5].
- Septième semaine : parce qu’ils étaient violents, Chanelle et Ziggy pouvaient être nommés.
- Neuvième semaine : les nouveau candidats étaient dans un autre maison, appelé la « Halfway House ». Puis, les candidats sont allés entre les deux maisons et après un peu de jours, les candidats dans la « Halfway House » était nommés[6].
- Dixième semaine : Amanda et Sam ont choisi à être un candidat, pour les nominations. Aussi, elles ont été nommées[7].
- Onzième semaine : Amanda, Sam, Tracy et Ziggy ont gagné la tâche, donc les autres étaient nommés. Carole et Gerry ont les plus votes de public, donc Amanda, Sam, Tracy et Ziggy ont choisi entre Carole et Gerry pour l'élimination[8].
- Treizième semaine : Tous les candidats finalistes sont nommés pour essayer d'empocher la victoire et 100 000.

|                             | Semaine 1          | Semaine 2                 | Semaine 3                        | Semaine 4                        | Semaine 5                        | Semaine 6                        | Semaine 7                        | Semaine 8                        | Semaine 9                            | Semaine 10                             | Semaine 11                                     | Semaine 12                          | Semaine 13                                       | Semaine 13                                       | Semaine 13                                       |
| --------------------------- | ------------------ | ------------------------- | -------------------------------- | -------------------------------- | -------------------------------- | -------------------------------- | -------------------------------- | -------------------------------- | ------------------------------------ | -------------------------------------- | ---------------------------------------------- | ----------------------------------- | ------------------------------------------------ | ------------------------------------------------ | ------------------------------------------------ |
| Brian                       | Pas dans la maison | Pas dans la maison        | Seány, Carole                    | Billi, Gerry                     | Gerry, Carole                    | Tracey, Carole                   | Gerry, Tracey                    | Gerry, Charley                   | Non votant                           | Jonty, Kara-Louise                     | Non votant                                     | Jonty, Kara-Louise                  | Finaliste (1re place)                            | Finaliste (1re place)                            | Finaliste (1re place)                            |
| Amanda                      | Non votant         | Carole, Nicky             | Carole, Tracey                   | Tracey, Charley                  | Carole, Tracey                   | Carole, Nicky                    | Carole, Tracey                   | Carole, Tracey                   | Non votant                           | Jonty, Kara-Louise                     | Non votant                                     | Jonty, Kara-Louise                  | Finaliste (2e place)                             | Finaliste (2e place)                             | Finaliste (2e place)                             |
| Sam                         | Non votant         | Shabnam, Carole           | Carole, Liam                     | Billi, Carole                    | Carole, Tracey                   | Carole, Charley                  | Carole, Tracey                   | Carole, Tracey                   | Non votant                           | Jonty, Kara-Louise                     | Non votant                                     | Jonty, Kara-Louise                  | Finaliste (2e place)                             | Finaliste (2e place)                             | Finaliste (2e place)                             |
| Liam                        | Pas dans la maison | Pas dans la maison        | Jonathan, Charley                | Tracey, Billi                    | Tracey, Charley                  | Nicky, Charley                   | Charley, Nicky                   | Charley, Tracey                  | Non votant                           | Kara-Louise, Jonty                     | Non votant                                     | Kara-Louise, Jonty                  | Finaliste (3e place)                             | Finaliste (3e place)                             | Finaliste (3e place)                             |
| Ziggy                       | Shabnam, Emily     | Non votant                | Charley, Nicky                   | Billi, Charley                   | Laura, Charley                   | Nicky, Charley                   | Nicky                            | Tracey, Charley                  | Non votant                           | Amy, Gerry                             | Non votant                                     | Kara-Louise, Tracy                  | Finaliste (4e place)                             | Finaliste (4e place)                             | Finaliste (4e place)                             |
| Carole                      | Non votant         | Non votant                | Laura, Nicky                     | Laura, Nicky                     | Laura, Chanelle                  | Nicky, Tracey                    | Nicky, Chanelle                  | Charley, Ziggy                   | Non votant                           | Amy, Kara-Louise                       | Non votant                                     | Tracy, Ziggy                        | Finaliste (5e place)                             | Finaliste (5e place)                             | Finaliste (5e place)                             |
| Jonty                       | Pas dans la maison | Pas dans la maison        | Pas dans la maison               | Pas dans la maison               | Pas dans la maison               | Pas dans la maison               | Pas dans la maison               | Pas dans la maison               | Non votant                           | Gerry, Kara-Louise                     | Non votant                                     | Brian, Liam                         | Finaliste (6e place)                             | Finaliste (6e place)                             | Finaliste (6e place)                             |
| Kara-Louise                 | Pas dans la maison | Pas dans la maison        | Pas dans la maison               | Pas dans la maison               | Pas dans la maison               | Pas dans la maison               | Pas dans la maison               | Pas dans la maison               | Non votant                           | Jonty, Amy                             | Non votant                                     | Tracy, Liam                         | Éliminée par le public (Jour 87)                 | Éliminée par le public (Jour 87)                 | Éliminée par le public (Jour 87)                 |
| Tracey                      | Non votant         | Non votant                | Seány, Jonathan                  | Carole, Billi                    | Ziggy, Chanelle                  | Ziggy, Gerry                     | Gerry, Ziggy                     | Gerry, Ziggy                     | Non votant                           | Amy, Gerry                             | Non votant                                     | Kara-Louise, Jonty                  | Éliminée par le public (Jour 87)                 | Éliminée par le public (Jour 87)                 | Éliminée par le public (Jour 87)                 |
| Gerry                       | Pas dans la maison | Shabnam, Tracey           | Charley, Liam                    | Nicky, Tracey                    | Laura, Nicky                     | Charley, Nicky                   | Nicky, Charley                   | Charley, Tracey                  | Non votant                           | Amy, Jonty                             | Non votant                                     | Éliminé par les candidats (Jour 80) | Éliminé par les candidats (Jour 80)              | Éliminé par les candidats (Jour 80)              | Éliminé par les candidats (Jour 80)              |
| Amy                         | Pas dans la maison | Pas dans la maison        | Pas dans la maison               | Pas dans la maison               | Pas dans la maison               | Pas dans la maison               | Pas dans la maison               | Pas dans la maison               | Non votant                           | Kara-Louise, Gerry                     | Éliminée par le public (Jour 73)               | Éliminée par le public (Jour 73)    | Éliminée par le public (Jour 73)                 | Éliminée par le public (Jour 73)                 | Éliminée par le public (Jour 73)                 |
| David                       | Pas dans la maison | Pas dans la maison        | Pas dans la maison               | Pas dans la maison               | Pas dans la maison               | Pas dans la maison               | Pas dans la maison               | Pas dans la maison               | Non votant                           | Éliminé par le public (Jour 66)        | Éliminé par le public (Jour 66)                | Éliminé par le public (Jour 66)     | Éliminé par le public (Jour 66)                  | Éliminé par le public (Jour 66)                  | Éliminé par le public (Jour 66)                  |
| Shanessa                    | Pas dans la maison | Pas dans la maison        | Pas dans la maison               | Pas dans la maison               | Pas dans la maison               | Pas dans la maison               | Pas dans la maison               | Pas dans la maison               | Non votant                           | Éliminée par le public (Jour 66)       | Éliminée par le public (Jour 66)               | Éliminée par le public (Jour 66)    | Éliminée par le public (Jour 66)                 | Éliminée par le public (Jour 66)                 | Éliminée par le public (Jour 66)                 |
| Chanelle                    | Non votant         | Non votant                | Charley, Seány                   | Charley, Billi                   | Charley, Laura                   | Charley, Nicky                   | Charley                          | Charley, Tracey                  | A quitté le jeu (Jour 62)            | A quitté le jeu (Jour 62)              | A quitté le jeu (Jour 62)                      | A quitté le jeu (Jour 62)           | A quitté le jeu (Jour 62)                        | A quitté le jeu (Jour 62)                        | A quitté le jeu (Jour 62)                        |
| Charley                     | Non votant         | Non votant                | Nicky, Seány                     | Billi, Chanelle                  | Chanelle, Brian                  | Chanelle, Gerry                  | Gerry, Ziggy                     | Chanelle, Gerry                  | Éliminée par le public (Jour 59)     | Éliminée par le public (Jour 59)       | Éliminée par le public (Jour 59)               | Éliminée par le public (Jour 59)    | Éliminée par le public (Jour 59)                 | Éliminée par le public (Jour 59)                 | Éliminée par le public (Jour 59)                 |
| Nicky                       | Non votant         | Non votant                | Jonathan, Seány                  | Billi, Carole                    | Gerry, Ziggy                     | Gerry, Ziggy                     | Ziggy, Gerry                     | Éliminée par le public (Jour 52) | Éliminée par le public (Jour 52)     | Éliminée par le public (Jour 52)       | Éliminée par le public (Jour 52)               | Éliminée par le public (Jour 52)    | Éliminée par le public (Jour 52)                 | Éliminée par le public (Jour 52)                 | Éliminée par le public (Jour 52)                 |
| Laura                       | Non votant         | Non votant                | Carole, Jonathan                 | Carole, Ziggy                    | Ziggy, Chanelle                  | Éliminée par le public (Jour 38) | Éliminée par le public (Jour 38) | Éliminée par le public (Jour 38) | Éliminée par le public (Jour 38)     | Éliminée par le public (Jour 38)       | Éliminée par le public (Jour 38)               | Éliminée par le public (Jour 38)    | Éliminée par le public (Jour 38)                 | Éliminée par le public (Jour 38)                 | Éliminée par le public (Jour 38)                 |
| Jonathan                    | Pas dans la maison | Pas dans la maison        | Nicky, Tracey                    | Tracey, Nicky                    | Laura, Chanelle                  | A quitté le jeu (Jour 35)        | A quitté le jeu (Jour 35)        | A quitté le jeu (Jour 35)        | A quitté le jeu (Jour 35)            | A quitté le jeu (Jour 35)              | A quitté le jeu (Jour 35)                      | A quitté le jeu (Jour 35)           | A quitté le jeu (Jour 35)                        | A quitté le jeu (Jour 35)                        | A quitté le jeu (Jour 35)                        |
| Billi                       | Pas dans la maison | Pas dans la maison        | Carole, Jonathan                 | Nicky, Charley                   | Éliminé par le public (Jour 31)  | Éliminé par le public (Jour 31)  | Éliminé par le public (Jour 31)  | Éliminé par le public (Jour 31)  | Éliminé par le public (Jour 31)      | Éliminé par le public (Jour 31)        | Éliminé par le public (Jour 31)                | Éliminé par le public (Jour 31)     | Éliminé par le public (Jour 31)                  | Éliminé par le public (Jour 31)                  | Éliminé par le public (Jour 31)                  |
| Seány                       | Pas dans la maison | Tracey, Shabnam           | Brian, Tracey                    | Éliminé par le public (Jour 24)  | Éliminé par le public (Jour 24)  | Éliminé par le public (Jour 24)  | Éliminé par le public (Jour 24)  | Éliminé par le public (Jour 24)  | Éliminé par le public (Jour 24)      | Éliminé par le public (Jour 24)        | Éliminé par le public (Jour 24)                | Éliminé par le public (Jour 24)     | Éliminé par le public (Jour 24)                  | Éliminé par le public (Jour 24)                  | Éliminé par le public (Jour 24)                  |
| Shabnam                     | Non votant         | Non votant                | Éliminée par le public (Jour 17) | Éliminée par le public (Jour 17) | Éliminée par le public (Jour 17) | Éliminée par le public (Jour 17) | Éliminée par le public (Jour 17) | Éliminée par le public (Jour 17) | Éliminée par le public (Jour 17)     | Éliminée par le public (Jour 17)       | Éliminée par le public (Jour 17)               | Éliminée par le public (Jour 17)    | Éliminée par le public (Jour 17)                 | Éliminée par le public (Jour 17)                 | Éliminée par le public (Jour 17)                 |
| Lesley                      | Non votant         | A quitté le jeu (Jour 11) | A quitté le jeu (Jour 11)        | A quitté le jeu (Jour 11)        | A quitté le jeu (Jour 11)        | A quitté le jeu (Jour 11)        | A quitté le jeu (Jour 11)        | A quitté le jeu (Jour 11)        | A quitté le jeu (Jour 11)            | A quitté le jeu (Jour 11)              | A quitté le jeu (Jour 11)                      | A quitté le jeu (Jour 11)           | A quitté le jeu (Jour 11)                        | A quitté le jeu (Jour 11)                        | A quitté le jeu (Jour 11)                        |
| Emily                       | Non votant         | Expulsée du jeu (Jour 9)  | Expulsée du jeu (Jour 9)         | Expulsée du jeu (Jour 9)         | Expulsée du jeu (Jour 9)         | Expulsée du jeu (Jour 9)         | Expulsée du jeu (Jour 9)         | Expulsée du jeu (Jour 9)         | Expulsée du jeu (Jour 9)             | Expulsée du jeu (Jour 9)               | Expulsée du jeu (Jour 9)                       | Expulsée du jeu (Jour 9)            | Expulsée du jeu (Jour 9)                         | Expulsée du jeu (Jour 9)                         | Expulsée du jeu (Jour 9)                         |
| Nommés                      | Emily, Shabnam     | Carole, Shabnam, Tracey   | Carole, Jonathan, Seány          | Billi, Carole, Tracey            | Chanelle, Laura                  | Charley, Nicky                   | Gerry, Nicky                     | Charley, Tracey                  | David, Kara-Louise, Shanessa, Tracey | Amanda et Sam, Amy, Jonty, Kara-Louise | Brian, Carole, Gerry, Jonty, Kara-Louise, Liam | Jonty, Kara-Louise, Tracy           | Amanda et Sam, Brian, Carole, Jonty, Liam, Ziggy | Amanda et Sam, Brian, Carole, Jonty, Liam, Ziggy | Amanda et Sam, Brian, Carole, Jonty, Liam, Ziggy |
| Quitté                      | Personne           | Lesley                    | Personne                         | Personne                         | Jonathan                         | Personne                         | Personne                         | Personne                         | Chanelle                             | Personne                               | Personne                                       | Personne                            | Personne                                         | Personne                                         | Personne                                         |
| Expulsé                     | Emily              | Personne                  | Personne                         | Personne                         | Personne                         | Personne                         | Personne                         | Personne                         | Personne                             | Personne                               | Personne                                       | Personne                            | Personne                                         | Personne                                         | Personne                                         |
| Départ (Vote du Public + %) |                    | Shabnam 81,4 %            | Seány 44,5 %                     | Billi 55,1 %                     | Laura 68,1 %                     | Charley 75,8 %                   | Nicky 76 %                       | Charley 85,6 %                   | Shanessa 38 %                        | Amy 58 %                               | Gerry                                          | Tracy 38,5 %                        | Jonty 3,0 %                                      | Ziggy 15.3%                                      | Amanda et Sam 49,9 %                             |
| Départ (Vote du Public + %) | David 37 %         | Shabnam 81,4 %            | Seány 44,5 %                     | Billi 55,1 %                     | Laura 68,1 %                     | Charley 75,8 %                   | Nicky 76 %                       | Charley 85,6 %                   | Kara-Louise 30,8 %                   | Amy 58 %                               | Gerry                                          | Carole 4,9 %                        | Liam 19,1 %                                      | Brian 50,1 %                                     |                                                  |